# Circasia
Circasia é um município da Colômbia, localizado no departamento de Quindío.